# Lakeridge
Lakeridge é uma região censitária no condado de Douglas, estado de Nevada nos Estados Unidos. Segundo o censo levado a cabo em 2010, esta região censitária tinha 371 habitantes.

## Geografia
Lakeridge fica localizada na margem oriental do  Lago Tahoe na parte ocidental do estado do Nevada.  A U.S. Route 50 é a principal estrada a 10 quilómetros a sul  da linha de fronteira com o estado da Califórnia e a  31 quilómetros a nordeste da capital do estado do Nevada, Carson City. Segundo o United States Census Bureau, a região censitária tem uma superfície de  4 km2, dos quais 3,8 de terra e 0,2 de água.